# Footfetish

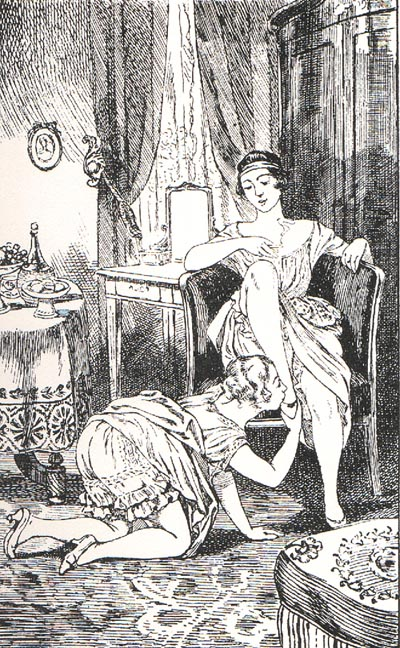
Ilustrace ze sbírky La Comtesse au Fouet (Komtesa s bičíkem), Martin van Maële, 1926

Footfetish (z anglického slova foot = noha a fetish = předmět hodný úcty, obdivu) je sexuální praktika, při níž jsou uctívány nohy. Definice praktiky zaobírá jak zálibu v bosých nohách (olizování a čichání chodidel, trampling, obecně foot worship), tak i v oblečení na nich (punčochy, ponožky) či botách (např. lodičkách či kozačkách). 
Případně se také může jednat o sexuální praktiku jako je footjob, kdy se penis stimuluje chodidly a prsty u nohou. Tyto praktiky jsou dnes velmi rozšířené, jedná se o nejčastější formu fetiše. Dle Freuda je footfetish součástí fetišismu. Toto uctívání je hlavně záležitostí mužů, a to jak ve vztahu k mužským nohám, tak i k nohám ženským. 
Výzkumy ukazují, že footfetish se rozšířil jako sexuální praktika v reakci na masivní rozšíření pohlavních chorob, převážně epidemie syfilidy v 16. až 19. století v Evropě.